# Jan Thörnqvist

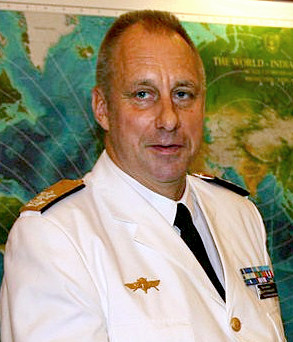
Jan Thörnqvist

Jan Thörnqvist (* 9. Oktober 1959 in Karlskrona) ist ein schwedischer Konteradmiral und seit 2011 der Kommandeur der schwedischen Marine.

## Leben
Jan Thörnqvist trat 1976 als Matrose in die schwedische Marine ein und diente auf verschiedenen Schiffen. 1981–1982 absolvierte er seinen Offizierlehrgang und wurde 1983 zum Leutnant befördert. In der Folge wurde er als zweiter Offizier auf diversen Schiffen wie Eisbrechern und Minenlegern eingesetzt und übernahm 1987 mit der Skaftö sein erstes eigenes Kommando. Von 1993 bis 1999 schlossen sich verschiedene weitere Kommandos sowohl auf Schiffen wie auch von Tauchereinheiten an, bevor Thörnqvist zum Stabschef der in Karlskrona stationierten 3. Flottille ernannt wurde.
Nach Verwendungen im Hauptquartier der schwedischen Streitkräfte und dem Besuch des US Naval Command College 2004 war Thörnqvist von 2006 bis 2009 Kommandeur der 4. Flottille und im Anschluss daran Kommandeur des Marinestützpunktes Karlskrona.
2011 übernahm Thörnqvist das Kommando über die schwedische Marine.

## Privates
Thörnqvist ist verheiratet und hat drei Kinder. Er spricht neben Schwedisch auch Englisch und Deutsch.